# Town (lớp tàu tuần dương) (1936)
Lớp tàu tuần dương Town là một lớp tàu tuần dương hạng nhẹ bao gồm 10 chiếc được Hải quân Hoàng gia Anh Quốc chế tạo trước Chiến tranh Thế giới thứ hai. Lớp tàu này được thiết kế nhằm tuân thủ những hạn chế đặt ra bởi Hiệp ước Hải quân London năm 1930; và được chế tạo với ba lớp phụ riêng biệt: Southampton, Gloucester và Edinburgh, mỗi lớp phụ lần lượt được tăng cường thêm vũ khí.
Những chiếc đã được sử dụng rộng rãi trong Thế Chiến II, lúc mà bốn chiếc đã bị đánh chìm. Một số trong những chiếc còn lại tiếp tục phục vụ trong Chiến tranh Triều Tiên. Cho đến năm 1967, tất cả đều bị tháo dỡ, ngoại trừ duy nhất HMS Belfast được giữ lại như một tàu bảo tàng thuộc Viện bảo tàng Chiến tranh Đế chế.

## Vũ khí trang bị

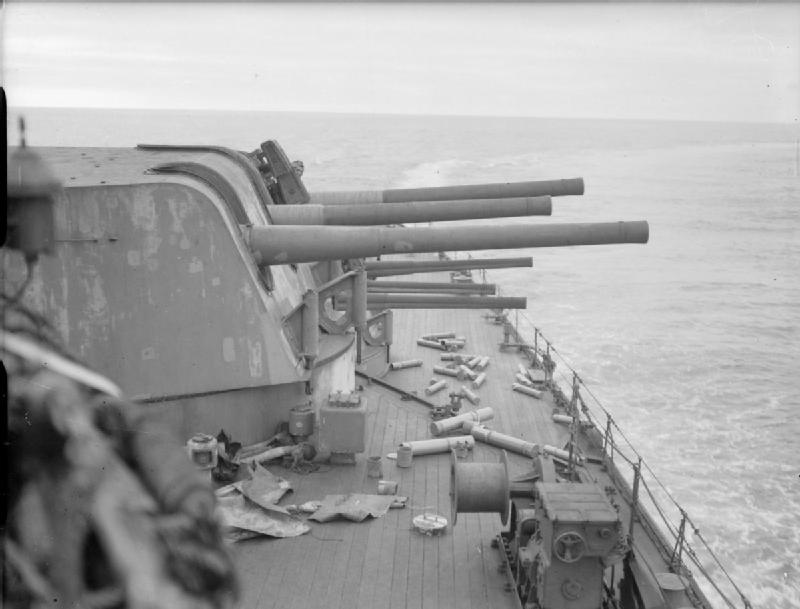
Tháp pháo 152 mm (6 inch) Mk XXII góc tròn trang bị trên các lớp phụ Southampton và Gloucester

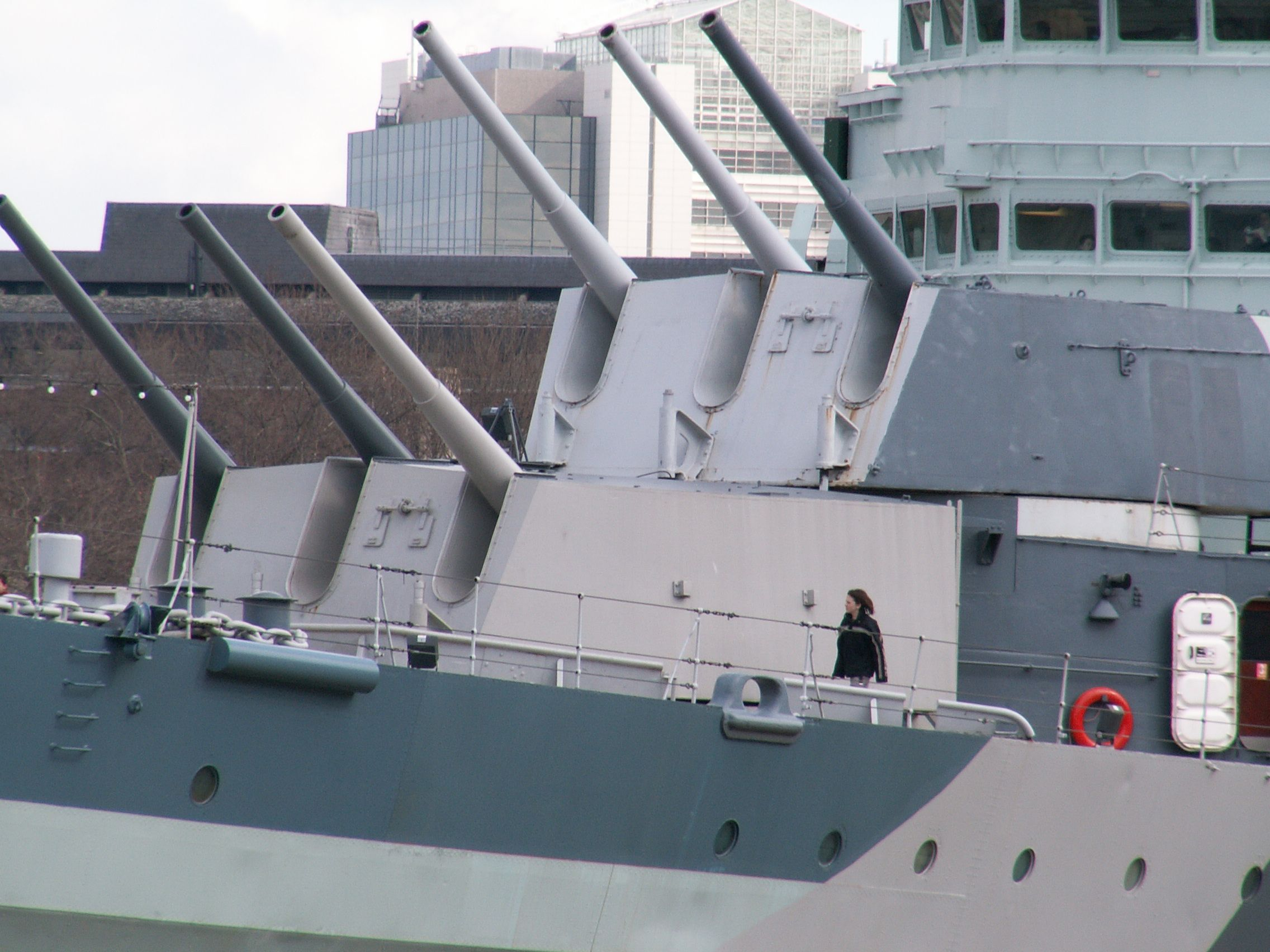
Tháp pháo 152 mm (6 inch) Mk XXIII góc vuông trang bị cho lớp phụ Edinburgh

Giống như các đối thủ Hoa Kỳ và Nhật Bản vào thời đó, lớp tàu tuần dương Town là những "tàu tuần dương hạng nhẹ" theo sát những điều khoản của Hiệp ước Hải quân London. Hiệp ước này định nghĩa một "tàu tuần dương hạng nhẹ" có dàn pháo chính mang cỡ nòng không lớn hơn 6,1 inch (155 mm); cả ba cường quốc hải quân đều tìm cách né tránh sự giới hạn số lượng tàu tuần dương hạng nặng bằng cách chế tạo "tàu tuần dương hạng nhẹ" tương đương về kích cỡ và hỏa lực. Chúng bù trừ lại cỡ nòng pháo nhỏ hơn bằng cách mang theo số lượng pháo nhiều hơn.
Tất cả các con tàu này đều trang bị hải pháo BL 6 inch Mk XXIII (152 mm) bố trí trên các tháp pháo ba nòng, các tháp pháo giữa được bố trí cách 30 in (76 cm) phía sau các pháp pháo ngoài bìa để ngăn ngừa ảnh hưởng lẫn nhau giữa các quả đạn pháo trong chiến đấu, và để các pháo thủ có thêm chỗ trống hoạt động. Nóc tháp pháo được cắt ra phía trước cho phép các khẩu pháo có góc nâng rất cao, nguyên được dự định cho chúng đồng thời đám nhiệm vai trò phòng không, cho dù không mấy hiệu quả do tốc độ xoay không đủ nhanh và chỉ được nạp đạn bằng tay nên tốc độ bắn không cao.

## Các lớp phụ

### LớpSouthampton
Lớp phụ Southampton gồm năm chiếc là lớp phụ đầu tiên, nên hai lớp phụ sau đó được gọi là các lớp Southampton biến đổi hay cải tiến. Chúng mang 12 khẩu pháo 152 mm (6 inch) bố trí trên bốn tháp pháo ba nòng, nguyên được chế tạo nhằm đối phó lại các lớp tàu tuần dương hạng nhẹ Brooklyn của Mỹ và Mogami của Nhật Bản.

### LớpGloucester
Lớp phụ Gloucester tiếp nối gồm ba chiếc có sàn tàu được thiết kế lại và lớp giáp cho các tháp pháo dày hơn.

### LớpEdinburgh
Lớp phụ Edinburgh dài hơn: 614 ft (187 m) so với 592 ft (180 m) trước đó, thoạt tiên được dự định nhằm tăng cường dàn pháo chính lên 16 khẩu pháo 152 mm (6 inch) bố trí trên bốn tháp pháo bốn nòng. Ý tưởng này nhanh chóng bị hủy bỏ do những khó khăn trong việc chế tạo một kiểu tháp pháo bốn nòng có hiệu quả thực sự, nên nó quay lại thiết kế dàn pháo chính nguyên thủy, mặc dù được cải tiến. Thay vào đó, có thêm bốn khẩu 102 mm (4 inch) đa dụng và tám khẩu 2 pounder (40 mm) được bổ sung và vỏ giáp được tăng cường.

## Những chiếc trong lớp
| Tàu                 | Đặt lườn             | Hạ thủy              | Hoạt động            | Số phận                                                                               |
| Lớp phụ Southampton |                      |                      |                      |                                                                                       |
| Birmingham (C19)    | 18 tháng 7 năm 1935  | 1 tháng 9 năm 1936   | 18 tháng 11 năm 1937 | Tháo dỡ 1960                                                                          |
| Glasgow (C21)       | 16 tháng 4 năm 1935  | 20 tháng 6 năm 1936  | 9 tháng 9 năm 1937   | Ngừng hoạt động tháng 11 năm 1956; bán để tháo dỡ tháng 7 năm 1958                    |
| Newcastle (C76)     | 4 tháng 10 năm 1934  | 23 tháng 1 năm 1936  | 5 tháng 3 năm 1937   | Ngừng hoạt động 1958; bán để tháo dỡ tháng 8 năm 1959                                 |
| Sheffield (C24)     | 31 tháng 1 năm 1935  | 23 tháng 7 năm 1936  | 25 tháng 8 năm 1937  | Bị tháo dỡ 1967                                                                       |
| Southampton (83)    | 21 tháng 11 năm 1934 | 10 tháng 3 năm 1936  | 6 tháng 3 năm 1937   | Bị đánh chìm ngoài khơi Malta, 11 tháng 1 năm 1941                                    |
| Lớp phụ Gloucester  |                      |                      |                      |                                                                                       |
| Gloucester (62)     | 22 tháng 9 năm 1936  | 19 tháng 10 năm 1937 | 31 tháng 1 năm 1939  | Bị đánh chìm 22 tháng 5 năm 1941                                                      |
| Liverpool (C11)     | 17 tháng 2 năm 1936  | 24 tháng 3 năm 1937  | 2 tháng 11 năm 1938  | Ngừng hoạt động 1952; bán để tháo dỡ tháng 7 năm 1958                                 |
| Manchester (15)     | 28 tháng 3 năm 1936  | 12 tháng 4 năm 1937  | 4 tháng 8 năm 1938   | Bị đánh chìm ngoài khơi Tunisia, 13 tháng 8 năm 1942                                  |
| Lớp phụ Edinburgh   |                      |                      |                      |                                                                                       |
| Belfast (C35)       | 10 tháng 12 năm 1936 | 17 tháng 3 năm 1938  | 5 tháng 8 năm 1939   | Ngừng hoạt động 24 tháng 8 năm 1963; là một tàu bảo tàng từ ngày 21 tháng 10 năm 1971 |
| Edinburgh (16)      | 30 tháng 12 năm 1936 | 31 tháng 3 năm 1938  | 6 tháng 7 năm 1939   | Bị đánh chìm trong biển Barents, 2 tháng 5 năm 1942                                   |

## Các cải tiến sau này
Mọi chiếc trong lớp Town đều được cải biến đáng kể trong Chiến tranh Thế giới thứ hai và trong Chiến tranh Triều Tiên. Trong Thế Chiến II, Glasgow, Sheffield và Newcastle được tháo dỡ một tháp pháo phía đuôi, thay thế bằng hai khẩu đội pháo phòng không Bofors 40 mm bốn nòng, vì không có đủ chỗ trang bị hỏa lực phòng không bổ sung. Đây không phải là vấn đề đối với lớp phụ Edinburgh, vì chúng dài hơn nên có nhiều chỗ hơn. Chúng tiếp tục có những cải biến về vũ khí sau đó, bao gồm việc bổ sung pháo phòng không Bofors 40 mm. Việc bổ sung thiết bị radar trong giai đoạn Thế Chiến II đã giúp nâng cao hiệu quả tác chiến của các con tàu.

## Lịch sử hoạt động
Chiếc đầu tiên của lớp Town được hạ thủy năm 1936 và đưa ra hoạt động năm 1937, chỉ hai năm trước khi chiế tranh nổ ra. Lớp Town đã được sử dụng rộng rãi trong Chiến tranh Thế giới thứ hai, từng tham gia nhiều chiến dịch quan trọng, như là việc đánh chìm thiết giáp hạm Đức Scharnhorst. Bốn chiếc đã bị đánh chìm trong chiến tranh: Edinburgh, Gloucester, Manchester và Southampton. Nhiều chiếc trong số những chiếc còn lại đã phục vụ trong Chiến tranh Triều Tiên, và chiếc cuối cùng trong lớp được cho ngừng hoạt động là Sheffield vào năm 1967. Một chiếc duy nhất của lớp Town được giữ lại Belfast, hiện đang neo đậu trên sông Thames tại London như một tàu bảo tàng của Viện bảo tàng Chiến tranh Đế chế, vai trò mà nó bắt đầu đảm nhiệm từ năm 1971.